# Afa (Corse-du-Sud)
Afa település Franciaországban, Corse-du-Sud megyében. Lakosainak száma 3350 fő (2022. január 1.). Afa Appietto, Ajaccio, Alata és Sarrola-Carcopino községekkel határos.

## Népesség
A település népességének változása:
| Lakosok száma | 474  | 1102 | 2055 | 2527 | 2881 | 3090 | 3133 | 3181 | 3277 | 3350 |
|               | 1968 | 1982 | 1999 | 2006 | 2011 | 2015 | 2017 | 2018 | 2020 | 2022 |